# دکینیا
ژوزه مندونسا دوس سانتوس با نام مستعار دکینیا (پرتغالی: Dequinha; ۱۹ مارس ۱۹۲۸ – ۲۳ ژوئیهٔ ۱۹۹۷) بازیکن و مربی فوتبال اهل برزیل بود.
از باشگاه‌هایی که در آن بازی کرده‌است می‌توان به باشگاه فوتبال فلامینگو و باشگاه فوتبال بوتافوگو اشاره کرد.
وی همچنین در تیم ملی فوتبال برزیل بازی کرده‌است.